# سیارک ۱۰۱۶۲
سیارک ۱۰۱۶۲ (به انگلیسی: 10162 Issunboushi، نامگذاری:1995AL) ده هزار و صد و شصت و دومین سیارک کشف شده‌است که در ۲ ژانویه ۱۹۹۵ کشف شد.
قدر مطلق سیارک برابر ۱۴٫۲۰ است.